# Drymobatoides malabaricus
Drymobatoides malabaricus är en kvalsterart som först beskrevs av Adolph och Haq 1982.  Drymobatoides malabaricus ingår i släktet Drymobatoides och familjen Drymobatidae. Inga underarter finns listade i Catalogue of Life.